# Heinz Dieter Lutz
Heinz Dieter Lutz (* 16. März 1934 in Rockenbach) ist ein deutscher Chemiker und emeritierter Professor für Anorganische Chemie, der durch seine Arbeiten zur Festkörperchemie Bekanntheit erlangte.

## Leben
Lutz besuchte ab 1944 das humanistische Gymnasium in Ansbach und Neustadt an der Aisch. Er begann 1953 sein Chemiestudium an der Universität zu Köln und wurde dort 1962 im Arbeitskreis von Franz Feher mit einer Arbeit über die Beiträge zur Chemie des Schwefels promoviert. Im Jahr 1967 erfolgte seine Habilitation mit einer Arbeit über Chemische Reaktionen in festen Stoffen an der Kölner Universität,  wo er anschließend als wissenschaftlicher Rat und ab 1970 als Privatdodent und außerordentlicher Professor wirkte.
1972 folgte Lutz dem Ruf in den Gründungssenat der Gesamthochschule und späteren Universität Siegen, zuständig für den Aufbau des Faches Chemie. Er war dort u. a. Vorsitzender des Satzungskonvents und zweimal Dekan des Fachbereichs Chemie/Biologie. Im Jahr 1999 wurde er emeritiert. Neben zahlreichen Vorträgen im Inland und Ausland veröffentlichte Lutz über 300 Publikationen in nationalen und internationalen wissenschaftlichen Zeitschriften.
Seit 1982 gehört Lutz dem Rotary-Club an. Von 1989 bis 1992 sowie von 1999 bis 2009 war er für die FDP im Stadtrat von Netphen und im Kreistag des Kreises Siegen-Wittgenstein unter anderem als Fraktionsvorsitzender kommunalpolitisch tätig. 2003 wurde er Mitglied der Academia Europea.
Seinen 90. Geburtstag feierte er im März 2024 in Bensheim im Kreise ehemaliger Mitarbeiter und Studenten.

## Forschung
Schwerpunkte von Lutz’ Forschungstätigkeit waren Infrarot- und Ramanspektroskopie fester Stoffe, Kristallstrukturuntersuchungen mittels Röntgen- und Neutronenstrahlen, Messungen der elektrischen Leitfähigkeit (Elektronen und Ionen), Chalkogenide, Hydroxide, Salzhydrate, Halogenate, Spinelle, schnelle Lithiumionenleiter, Wasserstoffbrücken, Gitterdynamik, Phasendiagramme.

## Publikationen (Auswahl)
- mit M.R. Mason, Bernward Engelen: Sulfites, selenites and tellurites. In: Solubility Data Series 26, 1986, E-Book ISBN 9781483286433.
- Bonding and structure of water molecules in solid hydrates. Correlation of spectroscopic and structural data. In: Solid Materials, (=Structure and bonding Vol. 69), 1988, S. 97–125, doi:10.1007/3-540-18790-1_3
- mit Hartmut Haeuseler: Infrared and Raman spectroscopy in inorganic solids research. In: Journal of Molecular Structure, vol. 511–512, 1999, S. 69–75. doi:10.1016/S0022-2860(98)00630-9
- mit Bernward Engelen: Hydrogen bonds in inorganic solids. In: Trends in applied spectroscopy  4 , 2002, S. 355–375[9]